# Jan Louwers
Jan Louwers (Eindhoven, 3 juli 1930 – aldaar, 1 november 2012) was een voetballer die vooral bekend is van zijn prestaties bij Eindhoven. Louwers speelde vooral als rechtsbuiten. Hij was een van de sterspelers in het kampioenselftal van Eindhoven in 1954.
Jan Louwers groeide op in de Eindhovense volkswijk Gestel. Hij speelde aanvankelijk voor Gestelse Boys. In 1950 verhuisde hij naar EVV, het huidige FC Eindhoven, waar hij tien jaar zou blijven. Met Louwers in de ploeg behaalde Eindhoven drie afdelingskampioenschappen (1953, 1954 en 1955) en het landskampioenschap van 1954. Louwers was een goede rechtsbuiten, maar hij stond ook bekend als temperamentvol. Hij wisselde geweldige prestaties af met onopvallende wedstrijden. Louwers zat in die tijd ook enkele keren dicht bij het Nederlands Elftal, maar het is nooit tot een officiële interland gekomen. Na zijn Eindhoven-periode speelde Louwers ook voor toenmalig concurrent en stadsgenoot PSV. Van 1960 tot 1963 kwam hij in 59 eredivisiewedstrijden voor PSV uit, waarbij hij 29 keer scoorde. In 1963 wordt Louwers met PSV landskampioen. Hierna vertrekt Louwers voor drie jaar naar Roda JC, om zijn loopbaan daarna in de vertrouwde omgeving van EVV geleidelijk af te sluiten.
In 1967 stopte Louwers met semi-profvoetbal en ging hij het zakenleven in. Louwers deed zaken in de horeca en wist een succesvolle groothandel op te zetten die hij in 1987 van de hand deed aan de Sligro. Op 27 augustus 1994 werd het stadion van Eindhoven omgedoopt tot het Jan Louwers Stadion, vanwege zijn vele verdiensten voor de club.
Louwers overleed op 1 november 2012. In het Parktheater Eindhoven namen op 6 november zijn familieleden, alsmede zijn vele vrienden en bekenden afscheid van hem 

## Carrièrestatistieken
| Seizoen         | Club            | Land            | Competitie                   | Competitie | Competitie | Beker | Beker | Internationaal | Internationaal | Overig | Overig | Totaal | Totaal |
| Seizoen         | Club            | Land            | Competitie                   | Wed.       | Dlp.       | Wed.  | Dlp.  | Wed.           | Dlp.           | Wed.   | Dlp.   | Wed.   | Dlp.   |
| --------------- | --------------- | --------------- | ---------------------------- | ---------- | ---------- | ----- | ----- | -------------- | -------------- | ------ | ------ | ------ | ------ |
| 1954/55         | Eindhoven       | Nederland       | Eerste klasse D (Afgebroken) | –          | 2          | –     | –     | 0              | 0              | 0      | 0      | –      | 2      |
| 1954/55         | Eindhoven       | Nederland       | Eerste klasse D              | –          | 15         | –     | –     | 0              | 0              | –      | 6      | –      | 21     |
| 1955/56         | Eindhoven       | Nederland       | Hoofdklasse A                | –          | 10         | –     | –     | 0              | 0              | 0      | 0      | –      | 10     |
| 1956/57         | Eindhoven       | Nederland       | Eredivisie                   | 32         | 10         | –     | 1     | 0              | 0              | 0      | 0      | –      | 11     |
| 1957/58         | Eindhoven       | Nederland       | Eerste divisie B             | –          | 16         | –     | 0     | 0              | 0              | 0      | 0      | –      | 16     |
| 1958/59         | Eindhoven       | Nederland       | Eerste divisie A             | –          | 15         | –     | 0     | 0              | 0              | 0      | 0      | –      | 15     |
| 1959/60         | Eindhoven       | Nederland       | Eerste divisie B             | –          | 15         | –     | 0     | 0              | 0              | 0      | 0      | –      | 15     |
| 1960/61         | PSV             | Nederland       | Eredivisie                   | 32         | 12         | –     | 2     | 0              | 0              | 0      | 0      | –      | 14     |
| 1961/62         | PSV             | Nederland       | Eredivisie                   | 17         | 11         | –     | 1     | 0              | 0              | 0      | 0      | –      | 12     |
| 1962/63         | PSV             | Nederland       | Eredivisie                   | 10         | 6          | –     | 0     | 0              | 0              | 0      | 0      | –      | 6      |
| 1963/64         | Roda JC         | Nederland       | Tweede divisie B             | 28         | 10         | –     | 0     | 0              | 0              | –      | 0      | –      | 10     |
| 1964/65         | Roda JC         | Nederland       | Tweede divisie B             | 27         | 6          | –     | 1     | 0              | 0              | 0      | 0      | –      | 7      |
| 1965/66         | Roda JC         | Nederland       | Tweede divisie B             | 5          | 1          | –     | 0     | 0              | 0              | 0      | 0      | –      | 1      |
| 1966/67         | Eindhoven       | Nederland       | Eerste divisie               | –          | 3          | –     | 0     | 0              | 0              | 0      | 0      | –      | 3      |
| Carrière totaal | Carrière totaal | Carrière totaal | Carrière totaal              | –          | –          | –     | –     | 0              | 0              | –      | 6      | –      | –      |

## Erelijst
Eindhoven
| Nationaal     |    |         |
| Landskampioen | 1x | 1953/54 |

 PSV
| Nationaal     |    |         |
| Landskampioen | 1x | 1962/63 |